# 匯兩川
匯兩川，是日本純種競賽馬匹 。生涯活躍於一哩賽事，曾勝出2022年鬱金香賞及2023年富士錦標和一哩冠軍賽，亦於2024年杜拜草地大賽及安田紀念跑獲亞軍。

## 出賽前
2019年3月2日出生於北海道安平町北部牧場，成長途中於一口馬主俱樂部Carrot Farm Co. Ltd.進行馬主募集。
其後交由栗東訓練中心練馬師高野友和訓練。

## 競賽生涯

### 2歲
2021年9月11日出戰中京競馬場2歲新馬戰，比賽初段保持於第二的位置下於直路瞬間衝出，最終輕鬆超越對手之下以2馬位優勢取得首勝。
11月21日出戰一捷馬戰赤松賞，雖然比賽初段因漏閘而需要後上，但其成功憑借優秀的反應於第四彎道迅速抽外檔加速，最終於最後100米取得領先下率先衝出取得連勝。
其後出戰阪神兩歲牝馬錦標，賽前獲得第一人氣。比賽開始後，其再度因爲漏閘選擇保持於後方位置，比賽途中一直維持此緩慢的節奏推進。進入直路後，其趁機前方馬匹散開之下由最後方閃入內欄並奮力加速，可惜仍然敗於Circle of Life、Lovely Your Eyes及水蝶舞取得第四。

### 3歲
進入2022年其以鬱金香賞作爲年度首戰，並改由橫山武史策騎。比賽開始後，其進佔中團位置穩步推進，並於比賽途中一直保持於其他馬匹後方減低風阻。進入直路後，其仍然以此節奏行走，但於直路中段突然抽出外檔進行加速，最終爆發末腳速度下成功超越內欄的第十三人氣伏兵正確距離，拉開對手1 1/2馬位取得首個分級賽冠軍。

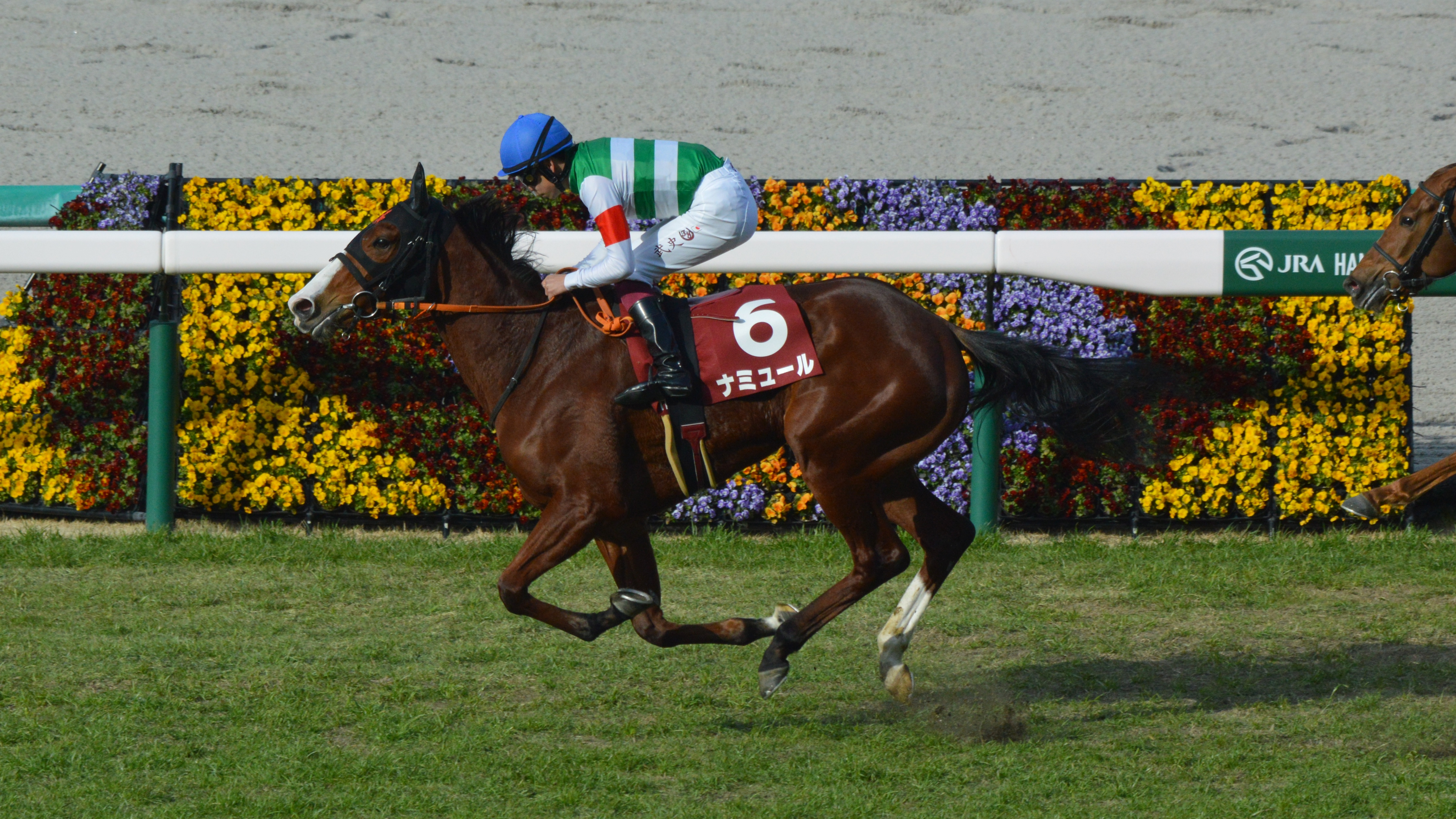
出戰鬱金香賞的匯兩川

其後以第一人氣出戰櫻花賞，但處於不利的大外檔起步下未能發揮實力，最終以第十大敗。
5月22日出出戰優駿牝馬（日本橡樹大賽），比賽途中保持於約莫第八的位置下逐步推進，通過最後彎道時候開始發力。進入直路後，其外檔位置跑出不俗的加速力，最終成功殺至前方僅敗於星映天下及艷玫華彩取得第三。
入秋後於未出戰任何前哨戰的情況下直走秋華賞，比賽初段繼續選用上仗的居中戰術，並於比賽途中一直維持於較爲外檔的位置推進。進入直路後，其繼續於外檔位置展開猛追並轟出後600米34.0秒的末腳，最終雖然未能超越一早佔先的艷玫華彩，但仍然成功頂住後方的星映天下的追擊，跑獲一席亞軍。
11月13日出戰女皇伊利沙伯二世盃，雖然於直路上飽表現不俗並順利衝出，然而未能最大程度加速下最終仍然敗於前方的吉典娜、瑪蓮必勝、北島名花及紅線情牽以第五落敗。

### 4歲
2023年其以東京新聞盃作爲年度首戰，本次比賽採用先行戰術下順應步速於第五推進，並於比賽途中逐步進佔有利位置。進入直路後，其以絕佳的反應展開加速，於直路中段和領放馬紅瑪瑙纏鬥，可惜被對手稍爲壓制下未能透出，最終以鼻位差距憾負債。
然而其後未能保持優秀的狀態，出戰維多利亞一哩賽僅獲第七，6月於安田紀念更因未能衝出而以尾三第十六大敗。
夏季休養後於10月的富士錦標復出，本次比賽陣營選擇由來日客串的莫雷拉執繮。比賽開始後，其保持於第八的中團狀態推進，途中一直緊盯前方賽駒以自身的節奏尋找時機加速。進入直路後，其順利於所在位置瞬間衝出，最終成功衝出之下成功超越前方對手取得領先，其後亦可抵擋後方的赤夢追擊下以1 1/4馬位優勢及破紀錄的1分31.4秒完賽時間奪得冠軍。
11月19日按照計劃出戰一哩冠軍賽，由於上仗的騎師莫雷拉選擇策騎神志勇進下由另一名來日客串的騎師莫雅代打。然而莫雅於本日第二場賽事2歲未勝利戰策騎Wilson Way時於開閘後隨即落馬，受傷之下無法繼續出賽，因而緊急易配藤岡康太。比賽開始後，前方由猛獅闊步及Selberg迅速帶出並做出快步速，匯兩川則無視兩駒的節奏逐步由外檔移入內欄後方尾二的位置緩慢推進。通過最後彎道進入直路後時，其仍然處於隊伍最後方，然而此時其逐漸有中檔位置趁馬群散開的時機衝出突破，最終轟出後600米33.0秒的恐怖末腳下於最後關頭超越內欄的神智勇進及俊彥茶座，以頸位優勢奪得首個一級賽冠軍，亦爲騎師藤岡帶來自2009年策騎咖啡寶贏得NHK一哩賽後時隔14年的首個一級賽優勝。
進入12月其遠征香港以香港一哩錦標作爲目標，並由布宜學策騎。比賽開始後，其採用一貫的留後跑法，保持自身於隊伍後方的位置，並於比賽途中一直於尾二內欄有遮擋的位置推進。通過第三彎道時候，其接受騎師布宜學的指揮開始發力進入中團，並於進入直路後開始加速並逐步抽入中檔位置。最後200米，匯兩川經已進入全速狀態不斷衝刺，雖然可以壓制同爲日本代表的神志勇進，可惜未能超越內欄早已透出的主隊馬金鎗六十及遨遊氣泡，最終跑獲一席第三。

### 5歲
2024年上半年首戰進行阿聯酋的遠征，以杜拜草地大賽為目標。比賽開始後，其選擇於中後方位置逐步推進，並於比賽途中維持穩定的步速。進入直路後，其於外檔位置展開猛烈的追擊，雖然可以超越內欄位置的對手，但未能壓制同樣位置的送達駒，最終以頸位差距敗於對手。
回國後選擇維多利亞一哩賽作為目標，賽前取得第二人氣。比賽開始後，其因為慢閘需要於後方位置推進，通過彎道進入直路時處於尾段內欄位置。進入直路後，其於稍為內欄的位置開始加速，但被稍微阻塞加上反應不明顯下未能追上前方賽駒，最終以第八落敗。
三星期後出戰安田紀念，賽前獲得第四人氣。比賽開始後，其選擇於中團靠後內欄的位置以有遮擋的狀態推進，於通過彎道時騎師武豐稍為指揮其移出外檔以作望空。進入直路後，其開始逐步加速，於最後400米處不斷衝刺之下殺上前方並迫近率先透出的其他賽駒，最終雖然未能超越先頭的浪漫勇士，但仍然可以壓制內側的神志勇進，獲得一直亞軍。
進入秋季後，其以連霸一哩冠軍賽作為目標，比賽初段進佔中團內欄位置並逐步爬升，然而於第四彎道處開始墮退，最終以包尾第十七完賽。而賽後，鞍上騎師杜滿樂認為其步態出現異常，因而選擇下馬，而匯兩川則可以自行步回馬房方向，需要接受進一步檢查。
賽後，其雖然於詳細檢查中未有發現進一步的問題，但陣營考慮其狀態後仍然決定安排其退役。

### 詳細賽績
| 日期       | 舉辦國家/地區 | 馬場 | 距離   | 級別 | 賽事名稱           | 負重 | 騎師     | 馬號 | 出馬 | 名次 | 時間    | 頭馬（二馬）         |
| ---------- | ------------- | ---- | ------ | ---- | ------------------ | ---- | -------- | ---- | ---- | ---- | ------- | -------------------- |
| 11/9/2021  | 日本          | 中京 | 草1600 |      | 2歲新馬            | 54   | 川田將雅 | 4    | 10   | 1    | 1:39.0  | （Squall Yunibansu） |
| 21/11/2021 | 日本          | 東京 | 草1600 |      | 赤松賞             | 54   | 三浦皇成 | 7    | 9    | 1    | 1:33.8  | （Personal High）    |
| 12/12/2021 | 日本          | 阪神 | 草1600 | GI   | 阪神兩歲牝馬錦標   | 54   | 杜滿樂   | 17   | 18   | 4    | 1:34.0  | Circle of Life       |
| 5/3/2022   | 日本          | 阪神 | 草1600 | GII  | 鬱金香賞           | 54   | 橫山武史 | 6    | 15   | 1    | 1:33.2  | （正確距離）         |
| 10/4/2022  | 日本          | 阪神 | 草1600 | GI   | 櫻花賞             | 55   | 橫山武史 | 18   | 18   | 10   | 1:33.2  | 星映天下             |
| 22/5/2022  | 日本          | 東京 | 草2400 | GI   | 優駿牝馬           | 55   | 橫山武史 | 8    | 17   | 3    | 2:24.3  | 星映天下             |
| 16/10/2022 | 日本          | 阪神 | 草2000 | GI   | 秋華賞             | 55   | 橫山武史 | 8    | 16   | 2    | 1:58.7  | 艷玫華彩             |
| 13/11/2022 | 日本          | 阪神 | 草2200 | GI   | 女皇伊利沙伯二世盃 | 54   | 橫山武史 | 11   | 18   | 5    | 2:13.7  | 吉典娜               |
| 5/2/2023   | 日本          | 東京 | 草1600 | GIII | 東京新聞盃         | 56   | 橫山武史 | 15   | 16   | 2    | 1:31.8  | 紅瑪瑙               |
| 14/5/2023  | 日本          | 東京 | 草1600 | GI   | 維多利亞一哩賽     | 56   | 橫山武史 | 11   | 16   | 7    | 1:32.8  | 前人足跡             |
| 4/6/2023   | 日本          | 東京 | 草1600 | GI   | 安田紀念           | 56   | 橫山武史 | 12   | 18   | 16   | 1.33.3  | 前人足跡             |
| 21/10/2023 | 日本          | 東京 | 草1600 | GII  | 富士錦標           | 55   | 莫雷拉   | 6    | 12   | 1    | 1.31.4  | （赤夢）             |
| 19/11/2023 | 日本          | 京都 | 草1600 | GI   | 一哩冠軍賽         | 56   | 藤岡康太 | 16   | 16   | 1    | 1:32.5  | （神志勇進）         |
| 10/12/2023 | 香港          | 沙田 | 草1600 | GI   | 香港一哩錦標       | 55.5 | 布宜學   | 13   | 14   | 3    | 1:34.54 | 金鎗六十             |
| 30/3/2024  | 阿聯酋        | 美丹 | 草1800 | GI   | 杜拜草地大賽       | 55   | 杜滿樂   | 15   | 16   | 2    | 1:45.93 | 送達駒               |
| 12/5/2024  | 日本          | 東京 | 草1600 | GI   | 維多利亞一哩賽     | 56   | 武豐     | 10   | 15   | 8    | 1:32.3  | 十歡薔薇             |
| 2/6/2024   | 日本          | 東京 | 草1600 | GI   | 安田紀念           | 56   | 武豐     | 5    | 18   | 2    | 1:32.4  | 浪漫勇士             |
| 17/11/2024 | 日本          | 京都 | 草1600 | GI   | 一哩冠軍賽         | 56   | 杜滿樂   | 4    | 17   | 17   | 1:37.8  | 神志勇進             |

## 退役後
退役後，匯兩川成為了繁殖雌馬，於北海道安平町北部牧場休養，將在2025年進行配種。首匹子嗣將於2026年出生，可於2028年出賽。

## 血統簡介
父系無敵先鋒為英國賽駒，生涯戰績優秀，曾勝出一級賽英皇佐治六世及皇后伊利沙伯錦標，退役後被社台集團引入至日本作配種馬之用。祖父單色里為英國生產的法國賽駒，生涯戰績不俗，曾勝出二級賽山谷百合錦標，亦於一級賽法國二千堅尼、森林大賽及薩塞克斯錦標跑獲亞軍。
母系法國軍曲為日本賽駒，生涯曾勝出公開賽級別的賽事。外祖父大和主將亦是日本賽駒，生涯活躍於一哩賽事，曾於2007年稱霸春秋一哩賽，於2000米賽事亦有不錯戰績，如曾勝出皋月賞及秋季天皇賞。

### 血統表
| 父線：單色系（北地舞人系）                 |                             |                                |                 |
| 種馬 無敵先鋒 2006年（棗色）               | 單色里 1996年（深棗色）     | 丹山                           | 單色            |
| 種馬 無敵先鋒 2006年（棗色）               | 單色里 1996年（深棗色）     | 丹山                           | Razyana         |
| 種馬 無敵先鋒 2006年（棗色）               | 單色里 1996年（深棗色）     | Hasili                         | Kahyasi         |
| 種馬 無敵先鋒 2006年（棗色）               | 單色里 1996年（深棗色）     | Hasili                         | Kerali          |
| 種馬 無敵先鋒 2006年（棗色）               | Penang Pear 1996年（棗色）  | Bering                         | Arctic Tern     |
| 種馬 無敵先鋒 2006年（棗色）               | Penang Pear 1996年（棗色）  | Bering                         | Beaune          |
| 種馬 無敵先鋒 2006年（棗色）               | Penang Pear 1996年（棗色）  | Guapa                          | Shareef Dancer  |
| 種馬 無敵先鋒 2006年（棗色）               | Penang Pear 1996年（棗色）  | Guapa                          | Sauceboat       |
| 繁殖雌馬 法國軍曲 2010年（栗色）           | 大和主將 2001年（栗色）     | 週日寧靜 1986年（棕色）        | Halo            |
| 繁殖雌馬 法國軍曲 2010年（栗色）           | 大和主將 2001年（栗色）     | 週日寧靜 1986年（棕色）        | Wishing Well    |
| 繁殖雌馬 法國軍曲 2010年（栗色）           | 大和主將 2001年（栗色）     | Scarlet Bouquet 1988年（栗色） | 北方風味        |
| 繁殖雌馬 法國軍曲 2010年（栗色）           | 大和主將 2001年（栗色）     | Scarlet Bouquet 1988年（栗色） | Scarlet Ink     |
| 繁殖雌馬 法國軍曲 2010年（栗色）           | Vite Marcher 2002年（棗色） | French Deputy                  | Deputy Minister |
| 繁殖雌馬 法國軍曲 2010年（栗色）           | Vite Marcher 2002年（棗色） | French Deputy                  | Mitterand       |
| 繁殖雌馬 法國軍曲 2010年（栗色）           | Vite Marcher 2002年（棗色） | 協榮三月                       | 勇舞            |
| 繁殖雌馬 法國軍曲 2010年（栗色）           | Vite Marcher 2002年（棗色） | 協榮三月                       | Inter Charmant  |
| 雌系：號族：7-d                            |                             |                                |                 |
| 五代內近親交配：北地舞人 5×5×5、利法爾 5×5 |                             |                                |                 |

## 命名由來
名字Namur（ナミュール）出自比利時那慕爾省省會那慕爾之名字，香港則取此城市內有桑布尔河及默茲河兩條河流穿過的特點，採用「匯兩川」作為翻譯。

## 外部連結
- 匯兩川 netkeiba.com （页面存档备份，存于）
- 血統表 （页面存档备份，存于）